# Tanghu (köpinghuvudort i Kina, Hubei Sheng, lat 29,21, long 113,98)
Tanghu (kinesiska: 塘湖, 塘湖镇) är en köpinghuvudort i Kina. Den ligger i provinsen Hubei, i den centrala delen av landet, omkring 150 kilometer söder om provinshuvudstaden Wuhan. Antalet invånare är 32 330. Befolkningen består av 15 698 kvinnor och 16 632 män. Barn under 15 år utgör 19,0 %, vuxna 15-64 år 72 %, och äldre över 65 år 8,0 %.
Runt Tanghu är det ganska tätbefolkat, med 160 invånare per kvadratkilometer. Närmaste större samhälle är Guandao, 8,0 km väster om Tanghu. I omgivningarna runt Tanghu växer i huvudsak blandskog.
Genomsnittlig årsnederbörd är 2 181 millimeter. Den regnigaste månaden är maj, med i genomsnitt 349 mm nederbörd, och den torraste är januari, med 56 mm nederbörd.